# Syrská katolická církev
Syrská katolická církev  (syrsky ܥܕܬܐ ܣܘܪܝܝܬܐ ܩܬܘܠܝܩܝܬܐ ‘ittā súrjājtā qatālīqītā) je syrská východní katolická církev na Blízkém východě. Ritus a zvyklosti má syrská katolická církev společné se Syrskou pravoslavnou církví, tj. jakobitskou, užívá totiž západosyrský ritus, tj. antiochijský (jako i maronitská církev).
Hlava církve-patriarcha sídlí v Bejrútu a organizace církve je nezávislá na melchitské řeckokatolické církvi, maronitské církvi, chaldejské katolické církvi a dalších blízkovýchodních církvích ve společenství s římským biskupem, papežem katolické církve.
Syrská katolická církev náleží k antiochijskému patriarchátu a odvozuje svůj počátek od založení církve v Antiochii apoštolem sv. Petrem v 1. století.  Církev vznikla roku 1781, kdy vstoupila do společenství (unie) s římskou církví (rozkol v Syrské pravoslavné, tj. jakobitské církvi). 
V dobách prvních ekumenických koncilů měl antiochijský patriarcha autoritu nad všemi východními diecézemi od Středozemního moře až k Perskému zálivu. Jazykově oblast spadala do dvou oblastí: část obyvatelstva hovořila řecky, část syrsky. Mezi významné osobnosti církve patří učitel církve Efrém Syrský, Jákob ze Sarúgu, Izák z Antiochie či DIonýsios Bar Salibi. K moderním osobnostem patří patriarcha Efrém Rahmani, Išak Armaleh, Ignác Gabriel I. Tappúni či Gabriel Chúry-Sarkis.
Současným syrským katolickým patriarchou Antiochie je od roku 2009 Ignác Josef III. (Efrem) Younan (* 15. 11. 1944), který sídlí v libanonském Bejrútu. Emeritní patriarcha, kardinál Ignác Moussa I. Daúd († 6. 4. 2012), byl až do června 2007 prefektem kongregace pro východní církve. Počet věřících už překročil 200 tisíc. Církev měla roku 2010 – 158 820 věřících, 2014 – 165 580, 2015 už 207 790, 2016 – 205 440 a 2017 – 195 760 věřících. Z nich asi 55–60 % žije mimo oblast Blízkého východu (růst počtu věřících vysvětluje lepším podchycením jejích počtů mimo blízkovýchodní oblast a lepší statistikou v Iráku a Sýrii, kde se válčí a tyto země jsou tak plné vnitřních vysídlenců). V roce 2017: 15 biskupů, v 88 farnostech působilo 88 diecézních a 31 řeholních kněží (119 celkem), 47 řeholníků, 31 řeholnic a 23 stálých jáhnů. V seminářích studovalo 20 seminaristů.

## Církevní organizace

### Libanon
- Syrská patriarchální eparchie Bejrút v Libanonu: vlastní eparchie (diecéze) patriarchy (2017 – vedle patriarchy v ní byl další biskup, měla 32 000 věřících, v 6 farnostech 14 diecézních + 2 řeholní kněží (16), 5 stálých jáhnů, 7 řeholníků, 10 řeholnic a 2 seminaristy)

### Sýrie
- Syrská metropolitní archieparchie Homs v Sýrii, s níž byly spojeny eparchie Hama a Nabk (2016 – 13 000, 2017 – 12 000 věřících, biskup, v 15 farnostech 10 diecézních + 2 řeholní kněží (12), 3 stálí jáhni, 5 řeholníků, 3 řeholnice a 2 seminaristé)
- Syrská metropolitní archieparchie Damašek v Sýrii (14 000 věřících – i 2016 a 2010, biskup, v 5 farnostech 7 diecézních kněží, 5 stálých jáhnů, 10 řeholnic a 2 seminaristé)
- Syrská archieparchie Aleppo (Halab)  v Sýrii (2016- 10 000 věřících, 2017 – 7 500 věřících, biskup, ve 3 farnostech 2 diecézní kněží, 2 stálí jáhni a 1 seminarista)
- Syrská archieparchie Hassaké-Nisibi v Sýrii (2017 – 35 000 věřících – i 2016 a 2010, biskup, v 11 farnostech 4 diecézní+1 řeholní kněz (5), 2 řeholníci a 3 řeholnice)

### Irák
- Syrská archieparchie Mosul v Iráku, (od června 2014 je arcibiskup ve vnitřním exilu v Irbílu/ 2017 – 2 biskupové, 45 000 věřících – i 2016, ve 13 farnostech 22 diecézních + 26 řeholních kněží (48), 33 řeholníků, 3 řeholnice a 8 seminaristů)
- Syrská archieparchie Bagdád v Iráku (2017 – 2 biskupové, 3 500 věřících, ve 3 farnostech 4 diecézní kněží a 2 seminaristé)
- Syrská eparchie Adiabene v Iráku
- Patriarchální exarchát Basry a Zálivu, tj. jižní Irák a státy Perského zálivu (2017 – 350 věřících – i 2015 a 2016, roku 2017 neměl biskupa a ve 3 farnostech působil 1 diecézní kněz)

### Egypt a Súdán
- Syrská eparchie v Káhiře v Egyptě (2016 – 1 585, 2017 – 1 560 věřících, biskup, ve 3 farnostech 3 diecézní kněží a 1 seminarista)
- Území závislé na patriarchovi – Súdán a Jižní Súdán spojeno s eparchií káhirskou, vzniklo 1997, roku 2017 mělo 50 věřících.

### Svatá země
- Patriarchální exarchát Jeruzaléma a Ammánu pro Izrael, Palestinu a Jordánsko – sídlo Ammán (2016 – 4 000, 2017 – 4 500 věřících, biskup, ve 3 farnostech 2 diecézní kněží, stálý jáhen, 2 řeholnice a 1 seminarista)

### Turecko
- Patriarchální exarchát v Turecku v Istanbulu (2017 – 2055 věřících – i 2016, bez biskupa, ve 2 farnostech jsou 2 stálí jáhni a 1 seminarista)

### Amerika
- Syrská eparchie Panny Marie Osvoboditelky (Our Lady of Deliverance) v Newarku, stát New Jersey ve Spojených státech (vznikla 1995, 2000: 11 780, 2010: 13 800, 2016 i 2017: 12 600 věřících, biskup, ve 13 farnostech 11 diecézních kněží a 3 stálí jáhni) – je bezprostředně podřízená Svatému Stolci
- Syrský apoštolský exarchát pro Venezuelu se sídlem v Maracay, vznikl r. 2001, (2010 – 5 000 věřících, 2015 – 20 600, 2016 – 20 800, 2017 – 20 000 věřících, biskup, ve 3 farnostech 3 diecézní kněží, stálý jáhen a 2 seminaristé) – bezprostředně podřízený Svatému Stolci
- Apoštolský exarchát pro syrokatolické věřící v Kanadě vznikl roku 2015 (2017 – 5 650 věřících, biskup, v 5 farnostech jsou 4 diecézní kněží a 2 stálí jáhni)